# Ильиш, Роберт Фёдорович
Роберт Фёдорович Ильиш (1834—1909) — российский журналист.

## Биография
Родился в 1834 году в Риге, где его отец состоял учёным евреем при лифляндском губернаторе.
Выпустив в юные годы том стихов на немецком языке, в 1864 году он напечатал сборник стихотворений и драматических произведений «Еврейские мелодии» (СПб.: Тип. В. Безобразова и К°), а затем всецело посвятил себя журналистской деятельности. Писал преимущественно по политическим вопросам в столичных изданиях. Пользовался всяким случаем, чтобы писать в защиту евреев, нередко вступая из-за этого в конфликты с редакциями. В газете «S.-Petersburger Herold» («С.-Петербургский вестник»), в которой он работал 15 лет, под псевдонимом Le Flâneur печатались его фельетоны. Выпустил два сборника фельетонов: «Harmlose Federzeichnungen» («Безобидные рисунки пером») и «Reiseskizzen» («Путевые наброски») — впечатления от путешествий по Германии, Австрии и Италии. Состоял сотрудником «Восхода», где печатал статьи по вопросам еврейской жизни и воспоминания о видных еврейских деятелях, с которыми встречался во время своих постоянных странствований; за подписью: P.в 1884 году он поместил в этом журнале «Балтийские очерки» (Восход. — 1884. — № 8. — С. 30—47), в 1885 году — «Очерк истории рижских евреев» (Восход. — 1885. — № 2, 3, 6—8). Сотрудничал также в «Будущности» и состоял корреспондентом венской «Jüdische Wochenschrift», в которой знакомил европейскую публику с положением евреев в России.
Умер в 1909 году в Санкт-Петербурге. Похоронен на Казанском кладбище.
Его сын, Александр Робертович (1870—?) — доктор медицины, работавший в лечебнице Императорского Человеколюбивого общества, заместитель председателя Санкт-Петербургского общества отоларингологов.
- внук, Борис Александрович (1902—1971) — филолог-германист, профессор.

Ещё один сын, Лев Робертович — присяжный поверенный, присяжный стряпчий.